# Campionati europei cadetti di scherma 2015
I Campionati europei cadetti di scherma del 2015 ("2015 European Cadets Fencing Championships") sono stati organizzati dalla Confederazione europea di scherma e si sono svolti a Maribor in Slovenia, dal 24 al 28 febbraio 2015.
Nel fioretto, si sono aggiudicati i titoli dei campionati europei l'italiano Alvise Dal Santo, che ha battuto in finale il russo Nikita Vetrov, e la tedesca Leonie Ebert che ha avuto la meglio sulla russa Marta Martyanova.
Nella spada lo svedese Linus Islas-Flygare ha battuto in finale il francese Andric Pianfetti, ottenendo il titolo europeo cadetti maschile, mentre tra le donne l'italiana Federica Isola ha superato la connazionale Eleonora De Marchi.
Nella sciabola il russo Konstantin Lokhanov prevale sul russo Vladislav Pozdnyakov, mentre la russa Olga Nikitina ha battuto la tedesca Larissa Eifler.
Nei campionati europei cadetti a squadre maschili, la nazionale italiana ha prevalso nella finale del fioretto contro la Russia, mentre la nazionale italiana ha vinto nella spada contro la formazione russa, ed infine la nazionale russa ha avuto la meglio sulla compagine francese nella sciabola.
Nei campionati europei cadetti a squadre femminili, la nazionale russa ha prevalso nella finale del fioretto contro la Germania, l'Italia ha vinto nella spada contro la compagine magiara, ed infine la formazione russa ha avuto la meglio sulla nazionale francese nella sciabola.

## Podi

### Uomini
| Specialità  | Oro                                                                                 | Argento                                                                     | Bronzo                                                                        |
| Individuali |                                                                                     |                                                                             |                                                                               |
| Fioretto    | Alvise Dal Santo                                                                    | Nikita Vetrov                                                               | Benoit Hecher Job De Ruiter                                                   |
| Spada       | Linus Islas-Flygare                                                                 | Andric Pianfetti                                                            | Elia Dagani Ruslan Eskov                                                      |
| Sciabola    | Konstantin Lochanov                                                                 | Vladislav Pozdnjakov                                                        | Iñaki Bravo Hugo Soler                                                        |
| A squadre   |                                                                                     |                                                                             |                                                                               |
| Fioretto    | Italia Sebastiano Bicego Andrea Funaro Filippo Gasperini Alvise Dal Santo           | Russia Bogdan Barmakov Grigorij Semeniuk Nikita Vetrov Kirill Borodačëv     | Polonia Jakub Miller Adrian Wojtkowiak Szymon Czartoryjski Mikolaj Rudnicki   |
| Spada       | Italia Alessio Preziosi Valerio Cuomo Davide Canzoneri Federico Marenco             | Russia Daniil Belianinov Sergei Grebennikov Ivan Limarev Pavel Andrijashkin | Ungheria Dávid Nagy Bence Bende Tibor Andrásfi Mate Mestyanek                 |
| Sciabola    | Russia Arsenij Panteleev Vladislav Pozdnjakov Anatolij Kostenko Konstantin Lochanov | Francia Eliott Bibi Hugo Soler Quentin Vervoitte Alexandre Hervy            | Italia Alberto Arpino Raffaele Minischetti Matteo Neri Flavio Maria Tricarico |

### Donne
| Specialità  | Oro                                                                        | Argento                                                                     | Bronzo                                                                                |
| Individuali |                                                                            |                                                                             |                                                                                       |
| Fioretto    | Leonie Ebert                                                               | Marta Martyanova                                                            | Sophia Werner Elena Tangherlini                                                       |
| Spada       | Federica Isola                                                             | Eleonora De Marchi                                                          | Lea Mayer Bianca Benea                                                                |
| Sciabola    | Olga Nikitina                                                              | Larissa Eifler                                                              | Alexandra Klimova Evgenia Podpaskova                                                  |
| A squadre   |                                                                            |                                                                             |                                                                                       |
| Fioretto    | Russia Marta Martyanova Alla Golokolenko Victoria Yusova Kamilla Tsybirova | Germania Leonie Ebert Anne Kirsch Helena Frackenpohl Sophia Werner          | Ungheria Janka Toth Flora Pasztor Kata Kondricz Nora Hajas                            |
| Spada       | Italia Eleonora De Marchi Alessandra Bozza Federica Isola Beatrice Cagnin  | Ungheria Kinga Nagy Laura-Judit Fekete Sara Szoke Nelli Ladanyi             | Russia Kristina Yasinskaya Ekaterina Tarasova Anastasia Soldatova Elizaveta Konopleva |
| Sciabola    | Russia Olga Nikitina Alexandra Klimova Evgenia Podpaskova Alina Mikhailova | Francia Caroline Queroli Sarah Allouch Sarah-Camille Noutcha Coline Suzanne | Italia Lucia Lucarini Laura Fidanzi Aurora Paragallo Beatrice Dalla Vecchia           |